# Włodzimierz Potasiński
Włodzimierz Edward Potasiński (ur. 31 lipca 1956 w Czeladzi, zm. 10 kwietnia 2010 w Smoleńsku) – generał dywizji Wojska Polskiego, od sierpnia 2007 do kwietnia 2010 dowódca Wojsk Specjalnych.

## Wykształcenie
- Wyższa Szkoła Oficerska Wojsk Zmechanizowanych – 1980
- Akademia Sztabu Generalnego, Warszawa – 1988

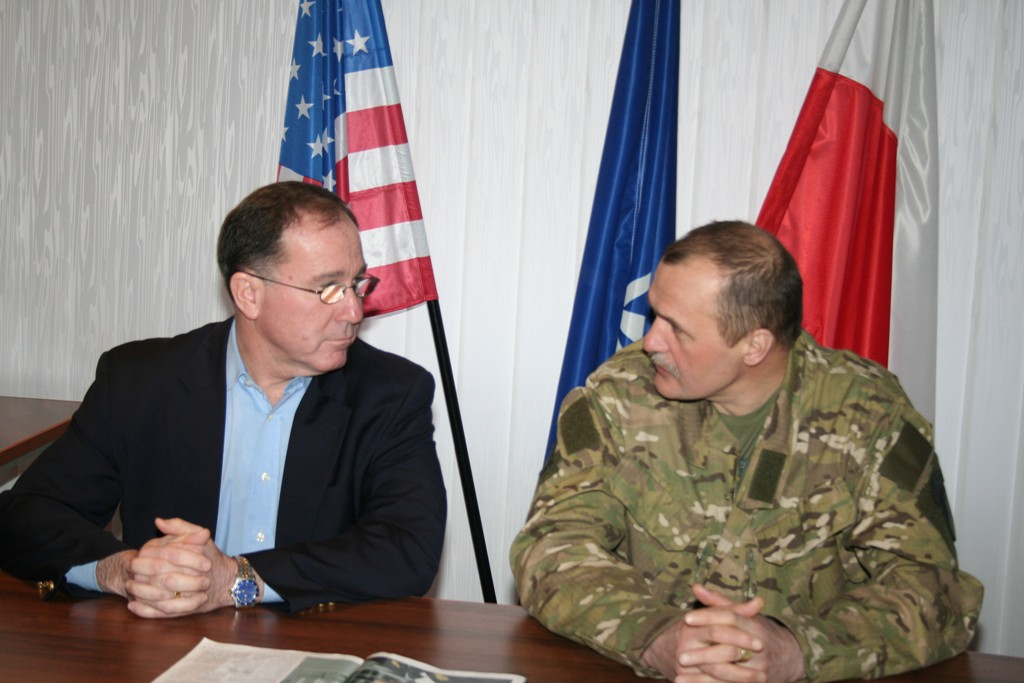
Gen. Włodzimierz Potasiński (po prawej) podczas spotkania z asystentem Sekretarza Obrony USA, Michaelem G. Vickersem (19 marca 2009)

- Gen. Włodzimierz Potasiński (po prawej) podczas spotkania z asystentem Sekretarza Obrony USA, Michaelem G. Vickersem (19 marca 2009)Podyplomowe Studium Operacyjno-Strategiczne, w George C. Marshall European Center for Security Studies – 1997

## Stanowiska
- dowódca plutonu szturmowego – 6 Pomorska Dywizja Powietrznodesantowa w Krakowie
- dowódca kompanii szturmowej – 6 Pomorska Dywizja Powietrznodesantowa w Krakowie
- szef sztabu 16 batalionu powietrznodesantowego
- dowódca 16 batalionu powietrznodesantowego
- zastępca dowódcy – Polskiego Kontyngentu Wojskowego w Syrii
- dowódca Polskiego Kontyngentu Wojskowego w Syrii
- szef sztabu 3 Brygady Zmechanizowanej Legionów im. Romualda Traugutta w Lublinie
- dowódca 3 Brygady Zmechanizowanej Legionów im. Romualda Traugutta w Lublinie
- szef Zarządu Rozpoznania i Walki Radioelektronicznej Dowództwa Wojsk Lądowych
- dowódca 2 Brygady Zmechanizowanej Legionów im. Marszałka Józefa Piłsudskiego
- dowódca 25 Brygady Kawalerii Powietrznej im. Księcia Józefa Poniatowskiego w Tomaszowie Mazowieckim
- szef sztabu – zastępca dowódcy 2 Korpusu Zmechanizowanego w Krakowie
- cz. p.o. dowódcy 2 Korpusu Zmechanizowanego w Krakowie
- od 15 sierpnia 2007 dowódca Wojsk Specjalnych[3]

## Awanse
- Generał brygady (2004)[4]
- Generał dywizji (2007)[5]
- Generał broni (2010, pośmiertnie)[6]

## Ordery i odznaczenia oraz wyróżnienia
- Krzyż Komandorski Orderu Odrodzenia Polski (2010, pośmiertnie)[7]
- Krzyż Kawalerski Orderu Odrodzenia Polski (2006)[8]
- Złoty Krzyż Zasługi (2000)[9]
- Srebrny Krzyż Zasługi (1993)[10]
- Złoty Medal „Siły Zbrojne w Służbie Ojczyzny”
- Srebrny Medal Siły Zbrojne w Służbie Ojczyzny
- Brązowy Medal Siły Zbrojne w Służbie Ojczyzny
- Złoty Medal „Za zasługi dla obronności kraju”
- Medal 100-lecia ustanowienia Sztabu Generalnego Wojska Polskiego – 2018, pośmiertnie[11]
- Medal Pamiątkowy Wielonarodowej Dywizji Centrum-Południe w Iraku
- Odznaka Instruktora Spadochronowego Wojsk Powietrznodesantowych
- Meritorious Service Medal (2006, Stany Zjednoczone)
- Medal Dowództwa Operacji Specjalnych Stanów Zjednoczonych (2010, Stany Zjednoczone, pośmiertnie)[12][13]
- Wielki Oficer Orderu Zasługi – 2008, Portugalia[14]
- Medal ONZ za misję UNDOF
- Wpis do „Księgi Honorowej Ministra Obrony Narodowej” (2007)

## Życie prywatne
Był dwukrotnie żonaty.

## Śmierć

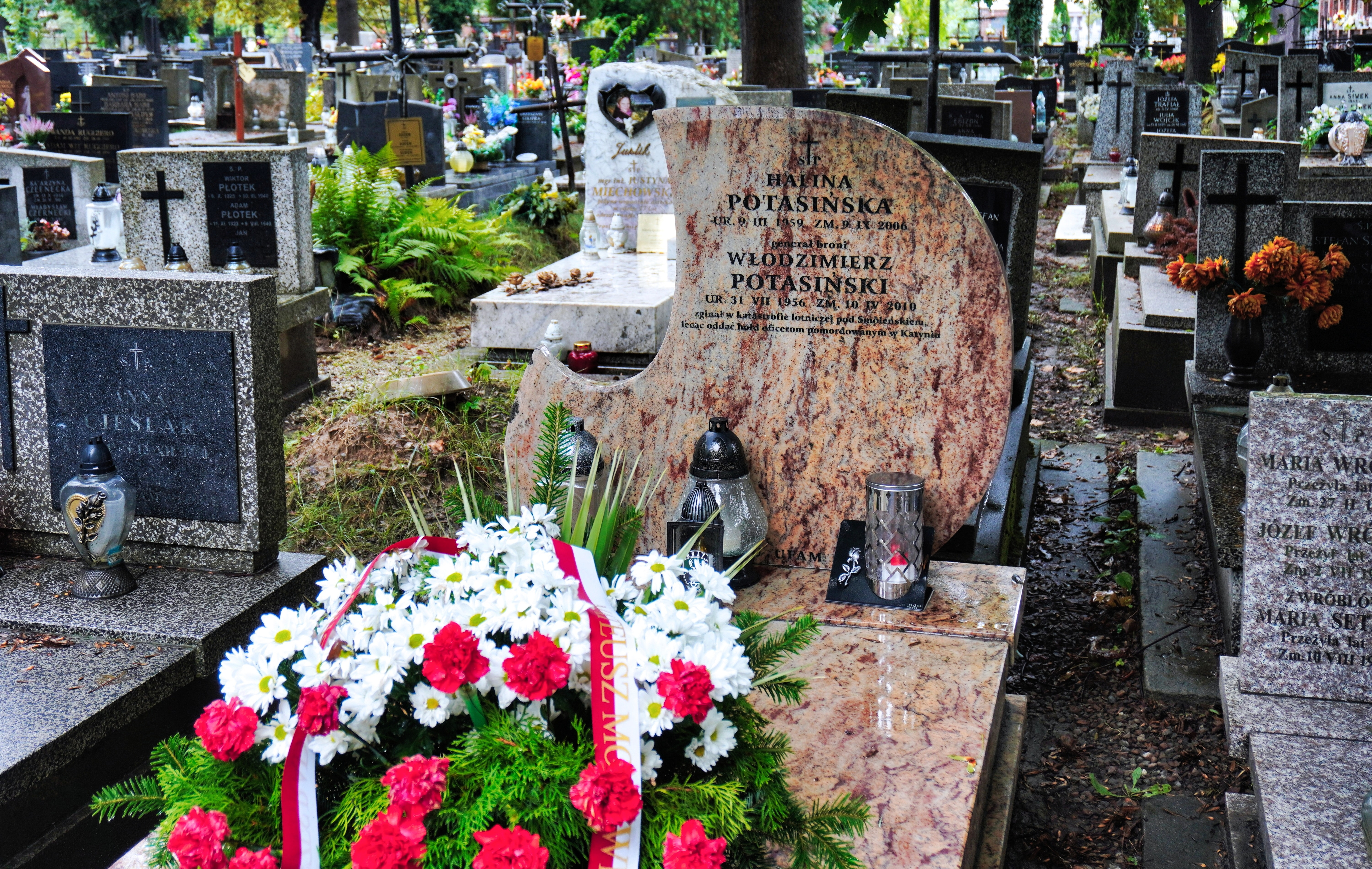
Grób gen. Włodzimierza Potasińskiego na Cmentarzu Rakowickim w Krakowie

Włodzimierz Potasiński zginął w katastrofie polskiego samolotu Tu-154M w Smoleńsku 10 kwietnia 2010 w drodze na obchody 70. rocznicy zbrodni katyńskiej.
15 kwietnia 2010 został pośmiertnie awansowany do stopnia generała broni. Pogrzeb odbył się 25 kwietnia 2010 w Parafii Wojskowej pw. Św. Agnieszki w Krakowie. Generał Potasiński spoczął na cmentarzu Rakowickim w Krakowie. Jego ciało zostało ekshumowane 6 kwietnia 2017 w związku z prowadzonym w Prokuraturze Krajowej śledztwem w sprawie katastrofy smoleńskiej. Śledztwo wykazało, że w jego grobie znajdowały się elementy ciał 4 innych osób.

## Upamiętnienie

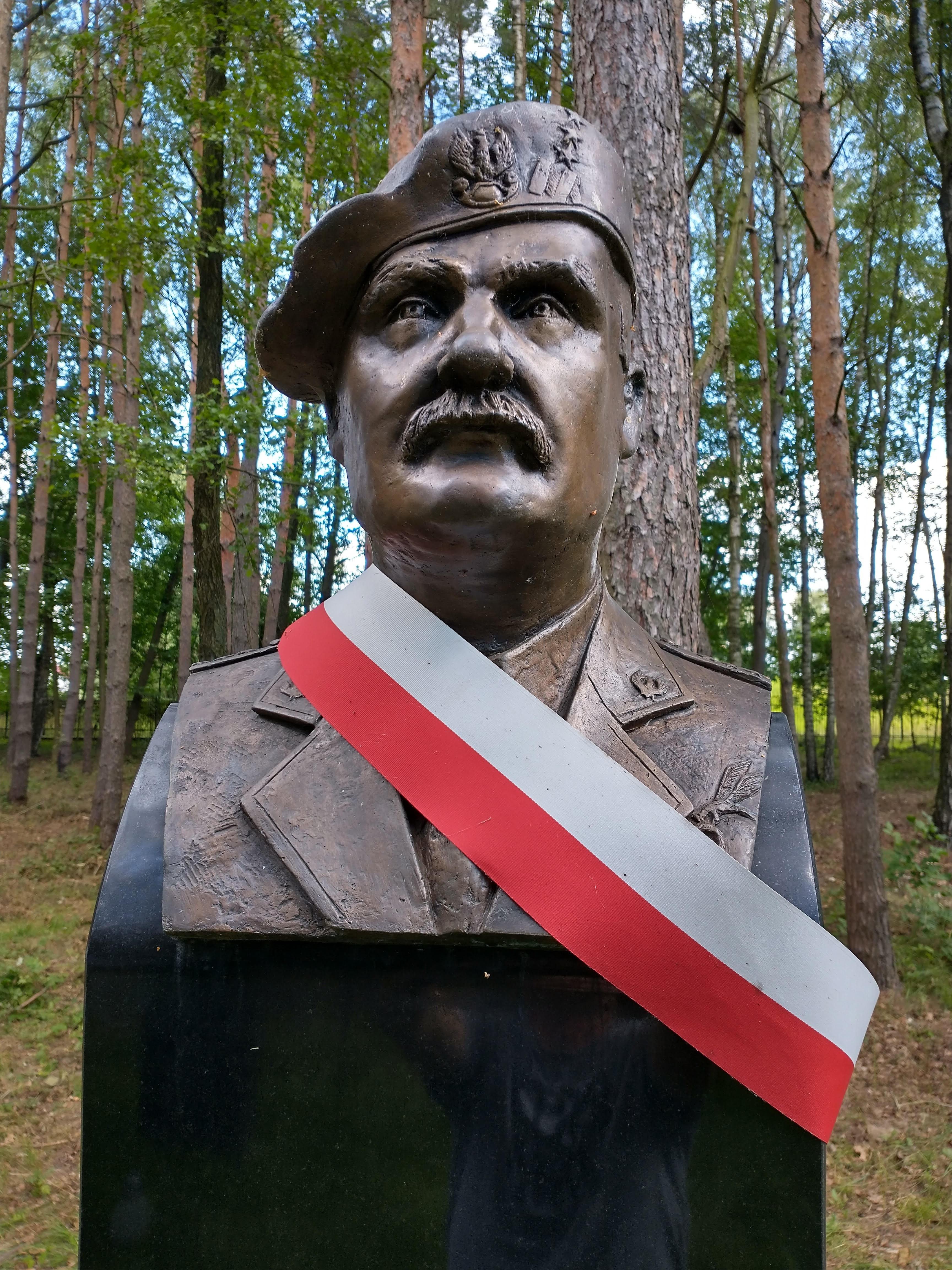
Pomnik w Ossowie

12 lutego 2014 roku Podsekretarz Stanu Maciej Jankowski działając z upoważnienia Ministra Obrony Narodowej nadał Jednostce Wojskowej Formoza imię generała broni Włodzimierza Potasińskiego.
Tablice pamiątkowe
- Tablica pamiątkowa w kościele garnizonowym św. Agnieszki w Krakowie, odsłonięta 13 sierpnia 2010[14]
- Tablica pamiątkowa w kościele św. Stanisława w Czeladzi, odsłonięta 11 listopada 2010[15]
- Tablica pamiątkowa w Kościół św. Augustyna w Złocieńcu parafii wojskowej św. Augustyna w Złocieńcu, odsłonięta 29 lipca 2011[16] (link do parafii)
- Tablica pamiątkowa na terenie 25 Brygady Kawalerii Powietrznej im. Księcia Józefa Poniatowskiego w Tomaszowie Mazowieckim (poświęcona pamięci gen. Potasińskiego i gen. T. Buka) odsłonięta 12 sierpnia 2011
- Tablica pamiątkowa (kamień) na terenie Dowództwa Wojsk Specjalnych, Kraków – odsłonięta 25 maja 2011
- Dąb Pamięci – dowódcy Wojsk Specjalnych gen. Włodzimierzowi Potasińskiemu – Dziwnów Park Miejski – kwiecień 2011

Inne inicjatywy
- Bieg Przełajowy Służb Mundurowych o Nóż Komandosa – organizowany przez Wojskowy Klub Biegacza Meta – LUBLINIEC – od 2010 (XIV edycja) została nazwany Biegiem o Nóż Komandosa imienia gen. broni Włodzimierza Potasińskiego www.wkbmeta.pl
- Bieg Morskiego Komandosa pamięci generała Włodzimierza Potasińskiego – GDYNIA – inicjatywa charytatywna – inicjator JW. Formoza (od sierpnia 2010) http://www.biegkomandosa.pl
- Memoriał pamięci generała broni Włodzimierza Potasińskiego – organizator Klub Wojsk Specjalnych – I edycja kwiecień 2013 www.klubws.wp.mil.pl
- Druga żona gen. Włodzimierza Potasińskiego, Marta Murzańska-Potasińska, opublikowała książkę o nim pt. Słucham opowieści o Tobie[19].